# Campionati europei di nuoto 2010 - 10 km maschili
La gara si è svolta la mattina del 4 agosto 2010 e vi hanno partecipato 38 atleti.

## Medaglie
| Posizione | Atleta          | Paese    |
| --------- | --------------- | -------- |
|           | Thomas Lurz     | Germania |
|           | Valerio Cleri   | Italia   |
|           | Evgeny Drattsev | Russia   |

## Classifica
| Pos. | Atleta                | Nazionalità | Tempo     | Distacco |
| ---- | --------------------- | ----------- | --------- | -------- |
|      | Thomas Lurz           | Germania    | 1:54:22.5 |          |
|      | Valerio Cleri         | Italia      | 1:54:24.8 | 2.3      |
|      | Evgeny Drattsev       | Russia      | 1:54:26.6 | 4.1      |
| 4    | Christian Reichert    | Germania    | 1:54:31.0 | 8.5      |
| 5    | Francisco Jose Hervas | Spagna      | 1:54:33.0 | 10.5     |
| 6    | Nicola Bolzonello     | Italia      | 1:54:33.1 | 10.6     |
| 7    | Spyridōn Gianniōtīs   | Grecia      | 1:54:33.7 | 11.2     |
| 8    | Igor Snitko           | Ucraina     | 1:54:34.1 | 11.6     |
| 9    | Igor Chervynskyi      | Ucraina     | 1:54:36.3 | 13.8     |
| 10   | Sergej Bol'šakov      | Russia      | 1:54:38.4 | 15.9     |
| 11   | Daniel Fogg           | Regno Unito | 1:54:40.2 | 17.7     |
| 12   | Sergiy Fesenko        | Azerbaigian | 1:54:41.5 | 19.0     |
| 13   | Rostislav Vitek       | Rep. Ceca   | 1:55:07.9 | 45.4     |
| 14   | Tom Vangeneugden      | Belgio      | 1:55:09.4 | 46.9     |
| 15   | Vladimir Dyatchin     | Russia      | 1:55:10.0 | 47.5     |
| 16   | Julien Codevelle      | Francia     | 1:55:11.6 | 49.1     |
| 17   | Andreas Waschburger   | Germania    | 1:55:14.2 | 51.7     |
| 18   | Diego Nogueira        | Spagna      | 1:55:14.8 | 52.3     |
| 19   | Luca Ferretti         | Italia      | 1:55:16.3 | 53.8     |
| 20   | Michael Dmitriev      | Israele     | 1:55:16.8 | 54.3     |
| 21   | Bertrand Venturi      | Francia     | 1:55:21.7 | 59.2     |
| 22   | Damien Cattinvidal    | Francia     | 1:55:49.8 | 1:27.3   |
| 23   | Antonios Fokaidis     | Grecia      | 1:56:07.1 | 1:44.6   |
| 24   | Arseniy Lavrentyev    | Portogallo  | 1:56:24.5 | 2:02.0   |
| 25   | Kostyantyn Ukradyga   | Ucraina     | 1:56:30.6 | 2:08.1   |
| 26   | Csaba Gercsák         | Ungheria    | 1:56:33.1 | 2:10.6   |
| 27   | Richard Charlesworth  | Regno Unito | 1:56:33.2 | 2:10.7   |
| 28   | Jan Posmourny         | Rep. Ceca   | 1:57:06.0 | 2:43.5   |
| 29   | Ventsislav Aydarski   | Bulgaria    | 1:57:20.2 | 2:57.7   |
| 30   | David Davies          | Regno Unito | 1:58:21.4 | 3:58.9   |
| 31   | Daniel Viegas         | Portogallo  | 1:59:23.5 | 5:01.0   |
| 32   | Christopher Bryan     | Irlanda     | 2:01:04.4 | 6:41.9   |
| 33   | Stefan Sigrist        | Svizzera    | 2:01:12.5 | 6:50.0   |
| 34   | Gergely Kutasi        | Ungheria    | 2:01:13.3 | 6:50.8   |
| 35   | Hugo Ribeiro          | Portogallo  | 2:01:41.1 | 7:18.6   |
| 36   | Josip Soldo           | Croazia     | 2:02:30.3 | 8:07.8   |
| 37   | Tomislav Soldo        | Croazia     | 2:13:33.4 | 19:10.9  |
|      | Ivan Brion            | Spagna      | ritirato  | ritirato |